# Tmesisternus costatus
Tmesisternus costatus là một loài bọ cánh cứng trong họ Cerambycidae.